# 東京三崎会館
東京三崎会館（とうきょうみさきかいかん）は、現在の東京都千代田区神田三崎町一丁目に所在した、米国北部バプテストが経営したキリスト教伝道と社会事業を一体的に推進した施設である。1908年にバプテスト中央会館として設立し、その後、東京三崎会館に改名。1944年に会館が接収され活動を終えた。支館・深川会館は活動を継続したが、1945年（昭和20年）2月、3月の空襲で全ての施設が焼失し活動を休止した。三崎会館内で中央バプテスト教会（現日本基督教団三崎町教会）が伝道活動を行った。

## バプテスト中央会館
1905年頃には東京に有力なバプテスト教会が存在していなかったため、上京した青年信徒が他教派に移ってしまうことが問題となった。また、ウィリアム・アキスリング宣教師は東京に社会事業と伝道を行うセンターの設置を構想していた。これらの懸案を受けて1907年（明治40年）6月、有馬で開催されたバプテスト宣教師会において東京に会堂（TABERNACLE）の建設が承認された。土地の選定は角倉賀道が担当し神田区三崎町1丁目4番地の300有余坪を取得。名称をバプテスト中央会館とし、1908年（明治41年）9月に献堂式を行った。中央会館宣教師にアキスリングが、主事に吉川亀が就任した。中央会館では、特別伝道集会、聖書研究会、英語夜学校、土曜講演、児童クラブ、託児場の活動が行われた。

## 東京三崎会館
1913年（大正2年）2月、神田の大火で会館は焼失。再建に尽力し1915年（大正4年）11月、鉄筋コンクリート防火構造の会堂が完成し、1916年（大正5年）1月に献堂式を挙行し、会館の名称を東京三崎会館に改称した。従来の活動に加えて、徒弟学校、図書縦覧所、印刷職工救済会、無料法律相談所、巡回看護、働く婦人の夜学校、夏期児童学校、託児所が設けられた。1917年（大正6年）4月、三崎愛之園幼稚園を開設。1923年（大正12年）9月1日、関東大震災により会堂は外郭を残して焼け落ちてしまった。会館は罹災者への救護活動を行い、仮病院を設けて無料診療を開始。1931年（昭和6年）7月、会館の裏に別館が完成し、そこで診療を継続したが、1933年（昭和8年）三崎会館付属医院となった。
大震災後、会館の復興が図られ、J・H・モーガンの設計による復興工事が1925年（大正14年）11月に完成した。以前よりも耐火構造を強化し、床をコンクリートとし木材の使用を極力削減した。託児所、児童遊園、幼稚園、英語学校、児童夏期学校が再開され、診療所、児童健康相談所、人事相談所、児童文庫が新しく始められた。戦時下の1944年（昭和19年）に接収され、三崎会館は閉館した。

## 支館 深川会館
1924年（大正13年）9月、東京府委託事業として深川区元加賀町に託児所を設置。この事業は1925年（大正14年）3月から三崎会館の事業の一部とし深川会館愛光之園となった。同年10月、米国女医会の委託事業として診療所を開設。この事業は1926年（大正15年）度から三崎会館の事業として深川会館付属医院となった。1928年（昭和3年）深川区白河町2丁目に290坪余の敷地を購入し、この地にバラック建物を移築した。その後、1933年（昭和8年）10月、改築落成記念会を開催し、児童遊園を設立した。その他、歳末無料診療、無料天幕宿泊所の事業を行った。1945年（昭和20年）2月、会館、宣教師館、託児所が焼失し、付属医院の2階に戦時託児所を再開したが、同年3月10日の東京大空襲で全ての施設を焼失した。